# Kurba Vela
Koordinati:   43°41′30″N, 15°30′03″E
Kurba Vela je nenaseljen otok v Jadranskem morju, ki pripada Hrvaški.
Kurba Vela leži v Narodnem parku Kornati. Površina otoka meri 1,74 km². Dolžina obalnega pasu je 11,684 km. Otok se nahaja jugozahodno od Smokvice Vele in Kornata. Vzdolž jugozahodnega dela otoka se razprostira gričevnat hrbet. Tu sta tudi najvišja vrhova »Južna glava« 117 mnm in »Visočan« 106 mnm. Na skrajni severozahodni točki otoka pri rtu Kurba je podzemna jama.